# Nakizumō

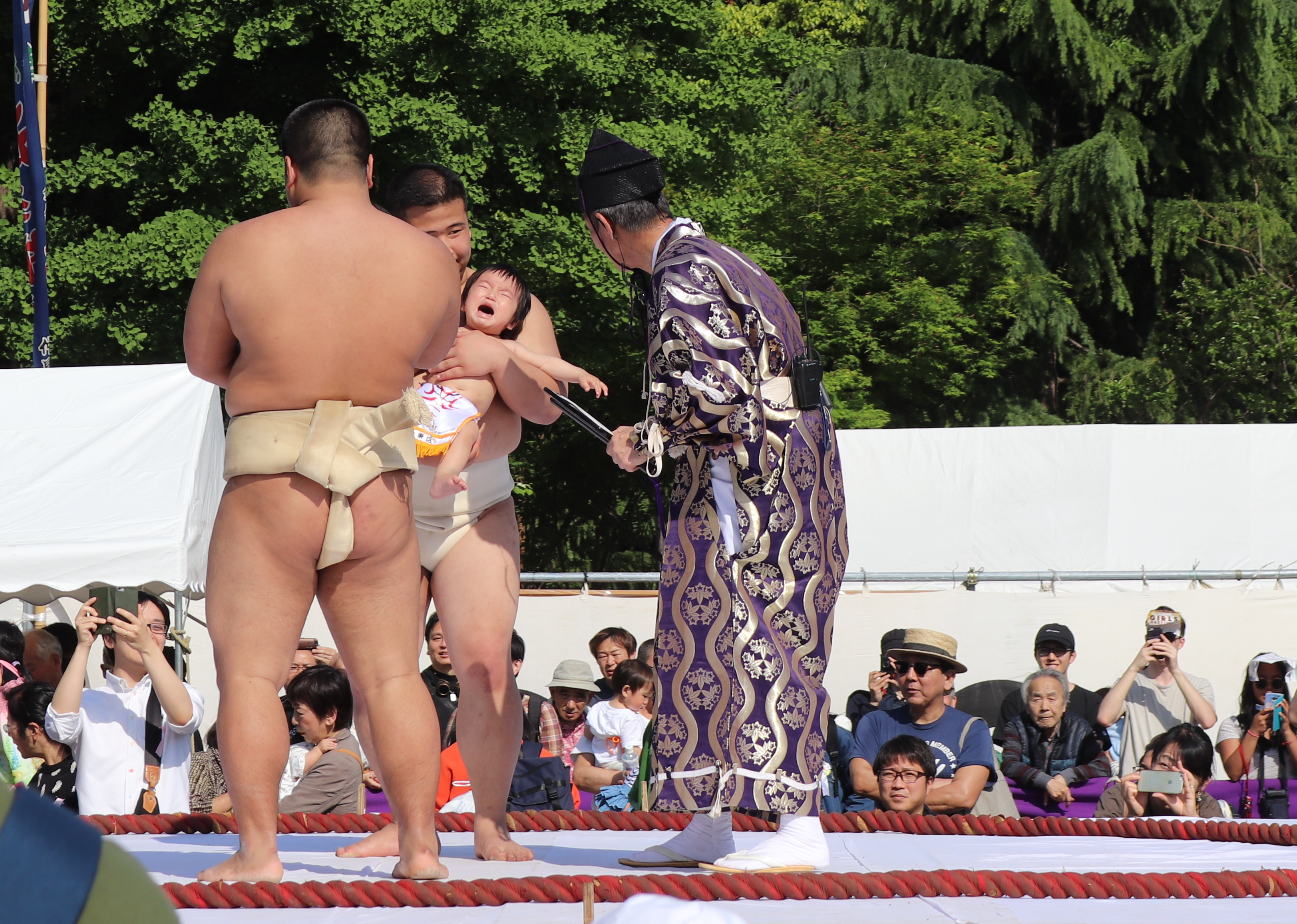
Un arbitre évalue la force et le volume du cri de chaque concurrent.

Le Nakizumō (泣き相撲)  est un rituel japonais annuel au cours duquel des bébés sont tenus dans les bras de lutteurs de sumo dans un ring de sumo en plein air. Deux bébés s'affrontent dans un court match dans lequel le premier enfant à pleurer est proclamé vainqueur. Selon le folklore japonais, un bébé qui pleure a le pouvoir d'éloigner les mauvais esprits, tandis qu'un cri fort et fort indique que l'enfant grandira fort et en bonne santé.

## Histoire
Le Nakizumō se déroule dans tout le Japon depuis plus de 400 ans,. Le festival est considéré comme ayant ses origines dans la croyance populaire selon laquelle le grand cri d'un bébé innocent a le pouvoir d'éloigner les démons ou les mauvais esprits. Le proverbe japonais naku ko wa sodatsu (泣く子は育つ), signifiant "les bébés qui pleurent grandissent le plus vite", est une source d'inspiration supplémentaire pour le festival,.

## Pratique courante

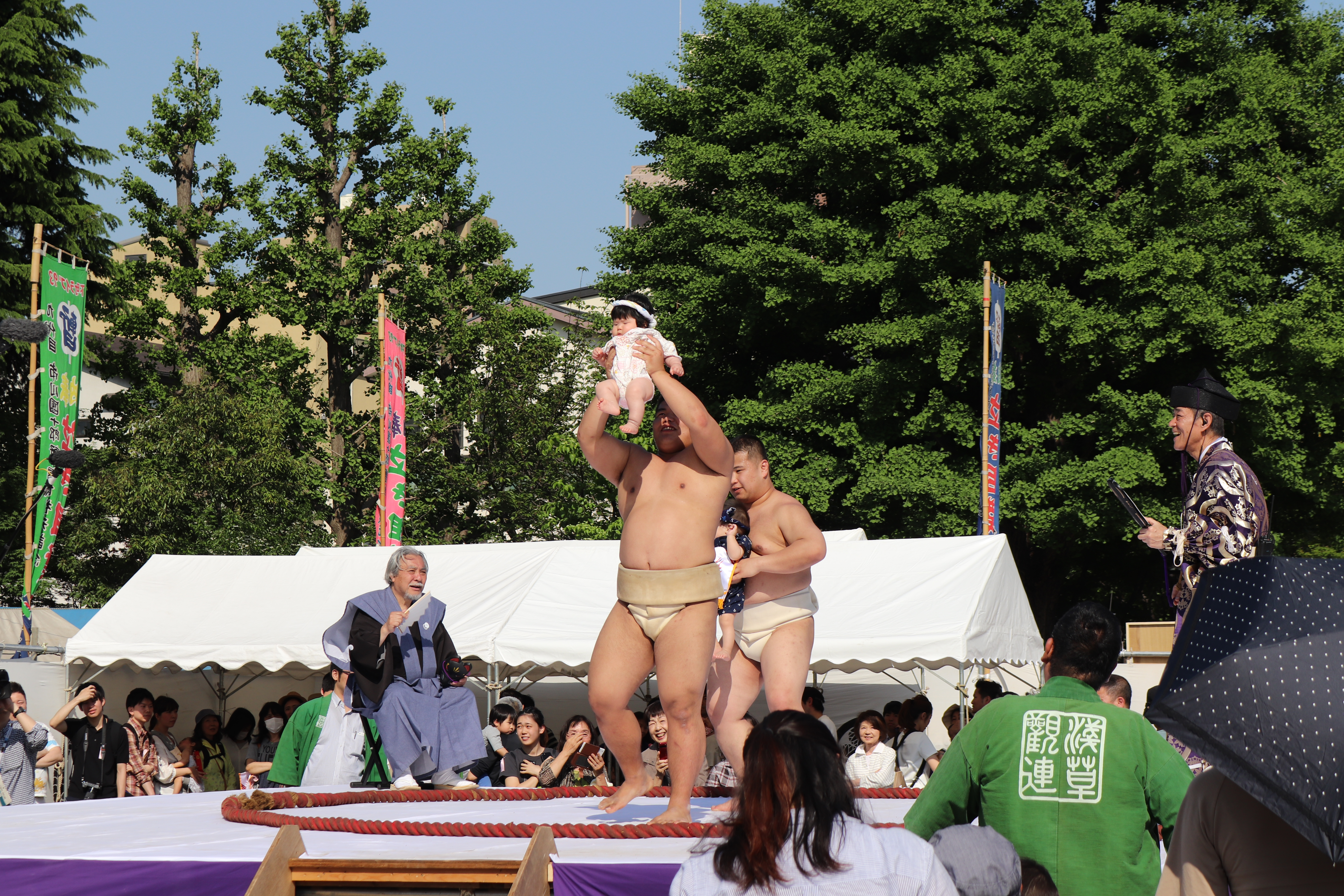
L'enfant gagnant est élevé dans les airs par un lutteur de sumo au temple Sensoji à Asakusa, Tokyo.

Le festival Nakizumō a lieu chaque année dans les sanctuaires shintoïstes du Japon, le plus souvent le ou vers le 5 mai pour coïncider avec la Journée des enfants à la fin des vacances de la Golden Week. Les coutumes et traditions spécifiques de chaque festival varient selon le lieu, mais l'objectif principal de chaque festival est une prière rituelle pour la bonne santé de chaque bébé et une compétition entre les nourrissons tenue dans un ring de lutte sumo.
Un prêtre shintoïste ouvre chaque festival avec des rituels pour prier pour la croissance saine de chaque bébé. Le personnel du sanctuaire fabrique à la main des casques kabuto à quatre pointes que chaque participant doit porter pendant la compétition de pleurs et crée des cadeaux et des souvenirs commémoratifs pour les parents. Ensuite, le concours de bébé qui pleure se déroule à l'extérieur dans un ring de sumo construit à la main. Deux bébés à la fois s'affrontent dans des matchs courts, tenus dans les bras de lutteurs de sumo professionnels ou étudiants. Le premier enfant à pleurer est déclaré vainqueur et reçoit une bénédiction de bonne santé. Si les deux enfants pleurent simultanément, le bébé avec le cri le plus fort ou le plus long est généralement le vainqueur.
Les lutteurs de sumo emploient une variété de techniques pour encourager les pleurs, y compris faire rebondir le bébé dans leurs bras, faire des bruits forts et des expressions faciales drôles ou effrayantes, et chanter « Naki ! Naki ! Naki ! » (« Pleure ! Pleure ! Pleure ! » en français). Dans certaines versions du festival, si aucun bébé n'a pleuré pendant plusieurs minutes, des arbitres ou des juges portant des masques japonais traditionnels s'approchent des bébés et tentent de leur faire peur. À la fin de chaque match, certaines familles et spectateurs hurlent la phrase « banzai raku » signifiant « vivre longtemps ».
Le festival Nakizumō le plus connu se tient chaque année à Asakusa, Tokyo, où les élèves lutteurs de sumo du temple Sensō-ji tiennent les bébés dans leurs bras. Lorsque les bébés commencent à pleurer, les sumos étudiants élèvent les bébés plus haut dans les airs, ce qui est censé renforcer la bénédiction accordée à chaque enfant qui pleure. Au sanctuaire Gokoku à Hiroshima, les bébés sont vêtus de kimono et assis face à face sur des oreillers tandis qu'un arbitre de sumo encourage les bébés à pleurer. Les concurrents éligibles doivent être âgés de 6 mois à 18 mois au moment du festival. Environ 100 bébés concourent chaque année.
Le festival est gratuit et ouvert au public ; cependant, certains sanctuaires et temples exigent que les parents soumettent une demande ou paient des frais pour participer. Certains endroits sont si populaires que les enfants sont choisis par tirage au sort, et les parents voyageront à travers le Japon pour trouver un endroit où participer. Alors que la majorité des participants sont japonais, certains étrangers se sont rendus au Japon pour participer au festival. CNN a interviewé un couple américano-japonais qui s'est envolé de New York pour assister au festival à Asakusa en 2010.
En raison de la pandémie de COVID-19 au Japon, de nombreux festivals de Nakizumō prévus au printemps 2020 ont été annulés ou reportés à l'automne.